# Laurence Elloy
Laurence Elloy (ur. 3 grudnia 1959 w Rouen) – francuska lekkoatletka specjalizująca się w krótkich biegach płotkarskich, dwukrotna uczestniczka letnich igrzysk olimpijskich (Moskwa 1980, Los Angeles 1984). W czasie swojej kariery startowała również pod nazwiskiem Elloy-Machabey.

## Sukcesy sportowe
- pięciokrotna mistrzyni Francji w biegu na 100 metrów przez płotki – 1979, 1982, 1984, 1985, 1986[1]
- dwukrotna halowa mistrzyni Francji w biegu na 60 metrów przez płotki – 1984, 1988[2]

| Rok  | Miasto    | Zawody                      | Konkurencja       | Wynik         |
| ---- | --------- | --------------------------- | ----------------- | ------------- |
| 1977 | Donieck   | Mistrzostwa Europy juniorów | bieg na 100 m ppł | 4. miejsce    |
| 1979 | Split     | Igrzyska śródziemnomorskie  | bieg na 100 m ppł | złoty medal   |
| 1985 | Pireus    | Halowe mistrzostwa Europy   | bieg na 60 m ppł  | 4. miejsce    |
| 1985 | Paryż     | Światowe igrzyska halowe    | bieg na 60 m ppł  | srebrny medal |
| 1986 | Madryt    | Halowe mistrzostwa Europy   | bieg na 60 m ppł  | 5. miejsce    |
| 1986 | Stuttgart | Mistrzostwa Europy          | bieg na 100 m ppł | 6. miejsce    |
| 1987 | Rzym      | Mistrzostwa świata          | bieg na 100 m ppł | 6. miejsce    |
| 1988 | Budapeszt | Halowe mistrzostwa Europy   | bieg na 60 m ppł  | 5. miejsce    |

## Rekordy życiowe
- bieg na 60 metrów przez płotki (hala) – 7,86 – Madryt 22/02/1986
- bieg na 100 metrów przez płotki – 12,69 – Moskwa 08/07/1986